# Two Is Better Than One
"Two Is Better Than One" je pop rock pjesma američkog sastava Boys Like Girls. Pjesma je objavljena 19. listopada 2009. kao drugi službeni singl za njihov drugi studijski album Love Drunk u izdanju Sonya. Na pjesmi gostuje američka country kantautorica Taylor Swift.

## Uspjeh na top ljestvicama
Radijska premijera pjesma bila je 19. listopada 2009. godine. Dana 20. studenog 2009. godine pjesma "Two Is Better Than One" debitirala je na američkoj top ljestvici singlova na 92. mjestu. Sljedećeg tjedna je ispala s ljestivice i vratila se za tri tjedana na broju 80. Pjesma je dospjela do 18. pozicije na top ljestvici. Pjesma se pojavila i na kanadskoj top ljestvici na 18. mjestu.

## Videospot
Spot za pjesmu "Two Is Better Than One" snimljen je u studenom 2009. pod redateljskom palicom Meierta Avisa, koji je režirao i spotove za "Brick By Boring Brick" od Paramorea i "My Happy Ending" od Avril Lavigne. Premijera spota bila je 18. siječnja 2010. godine.
U spotu pjevač Martin Johnson pjeva na pozornici i mašta o svojoj curi kako se sastaje s drugim dečkom. Taylor Swift se ne pojavljuje u spotu.

## Ljestvice
| Ljestvice (2009. – 2010.)           | Najviša pozicija |
| ----------------------------------- | ---------------- |
| Kanada                              | 18               |
| Canadian Adult Contemporary Singles | 48               |
| SAD Billboard Hot 100               | 18               |
| SAD Billboard Adult Pop Songs       | 15               |
| SAD Billboard Pop Songs             | 7                |

## Povijest objavljivanja
| Država | Datum               | Izdavač            | Format |
| ------ | ------------------- | ------------------ | ------ |
| SAD    | 19. listopada 2009. | radijska premijera | Sony   |
| SAD    | 10. studenog 2009.  | digitalni download | Sony   |